# Potres u Rijeci 1750.
Potres u Rijeci 1750. bio je razoran potres koji je 28. studenoga 1750. pogodio grad Rijeku i njegovu širu okolicu oko devet sati navečer, s nizom povremenih trešnji sve do 17. prosinca. Potres je u potpunosti izmijenio lice grada, koji je sveobuhvatnom obnovom izrastao u pomorsko i lučko središte Hrvatskog primorja, kao i hrvatskog dijela Sjevernog Jadrana. U potresu su oštećeni Gradski toranj, stara gradska vijećnica, Trsatski kaštel, crkve Uznesenja Marijina (Kosi toranj), sv. Roka, sv. Tri Kralja, sv. Jurja na Trsatu, sv. Jeronima, isusovačko zdanje i samostan benediktinki, kao i kuće plemićkih obitelji Peri, Minoli, Zanchi i drugih.
Carica Marija Terezija odobrava 3. studenoga 1753. novčana sredstva za obnovu Starog i izgradnju riječkog Novog grada (»Civitas novae«).